# Exile (jeu vidéo, Telenet Japan)
Pour les articles homonymes, voir Exile.
Exile est un jeu vidéo d'action et de rôle, développé et édité par Telenet Japan en 1988. Sorti à l'origine sur MSX2, sous le titre XZR II et uniquement au Japon, le jeu a été adapté en 1991 sur Mega Drive et PC Engine, à la fois au Japon et aux États-Unis. Les versions américaines ont été réalisées respectivement par Renovation Products et Working Designs.
Il s'agit de la suite de XZR.

### La série
- 1988 - XZR (MSX2)
- 1988 - XZR II: Toki no Hazama (MSX2)
  - 1991 - Exile (adaptation sur Mega Drive et PC Engine)
- 1992 - Exile II (PC Engine)

### À ne pas confondre
- Exile, le jeu d'action-aventure conçu par Jeremy Smith et Peter Irvin, sorti à partir de 1988 sur BBC Micro, Amiga, Atari ST et Commodore 64.
- Exile, la série de Spiderweb Software sur compatible PC